# جاك كورتوا
جاك كورتوا (بالفرنسية: Jacques Courtois )‏ (و. 1621 – 1676 م) هو رسام، ونقاش، وراسم فرنسي، توفي في روما، عن عمر يناهز 55 عاماً، بسبب سكتة.